# Объятия змея
«Объятия змея» (исп. El abrazo de la serpiente) — кинофильм колумбийского режиссёра Сиро Герры, вышедший на экраны в 2015 году. Сценарий основан на дневниках Теодора Кох-Грюнберга и Ричарда Эванса Шултса. Фильм получил премию искусства в рамках «Двухнедельника режиссёров» на Каннском кинофестивале 2015 года, а также был номинирован на премию «Оскар» за лучший фильм на иностранном языке.

## Сюжет
Фильм рассказывает две истории — в 1909 и 1940 годах, обе об амазонском шамане Карамакате, последнем из своего племени. Он путешествует вместе с учёными — немцем Теодором фон Марциусом и американцем Эваном, которые пытаются найти священное растение якруну.

## В ролях
- Нильбио Торрес — молодой Карамакате
- Антонио Боливар — старый Карамакате
- Ян Бейвут — Теодор фон Марциус
- Брайон Дэвис — Эван
- Яюнки Мигуи — Мандука
- Николас Кансино — Анисетто
- Луиджи Шаманна — священник Гаспар

## Критика
Фильм был высоко оценён кинокритиками. На сайте Rotten Tomatoes фильм имеет рейтинг 96 % на основе 149 рецензий со средним баллом 8,3 из 10. На сайте Metacritic на основе 28 рецензий фильм получил оценку 82 из 100, что соответствует статусу «всеобщее признание».
Джессика Кианг из IndieWire присвоила фильму рейтинг «A», назвав его «душевным, странным и ошеломляющим открытием». Она также описала характер Карамакате как «безупречный портрет непостижимого одиночества и сокрушительной вины выжившего, связанного с тем, что он последний в своем роде». Джордан Минцер из The Hollywood Reporter описал фильм как «визуально завораживающее исследование человека, природы и разрушительных сил колониализма» и сравнил его с фильмом Мигеля Гомеса «Табу» (2012). Он также похвалил черно-белую кинематографию и звуковой дизайн, который, по его словам, «оживляет джунгли». Джастин Чанг из Variety дал фильму положительную оценку. Он писал: «Одновременно яркое и поэтичное, не только этнографическое исследование, но и поразительный акт кинематографического свидетельства». О параллельном повествовании он написал, что оно «представляет собой довольно всестороннюю критику разрушения культур коренных народов от рук белых захватчиков».

## Награды и номинации
- 2015 — приз Art Cinema Award на Каннском кинофестивале[10].
- 2015 — приз «Золотой абрикос» Ереванского кинофестиваля[11].
- 2015 — призы за лучший монтаж и лучшую музыку на Гаванском кинофестивале.
- 2015 — приз «Золотой павлин» за лучший фильм на Индийском кинофестивале.
- 2015 — приз за лучший фильм на кинофестивале в Мар-дель-Плата[12].
- 2015 — специальное упоминание жюри Одесского кинофестиваля[13].
- 2015 — участие в конкурсной программе Мюнхенского кинофестиваля.
- 2015 — участие в программе «Горизонты» Сан-Себастьянского кинофестиваля.
- 2016 — номинация на премию «Оскар» за лучший фильм на иностранном языке[4].
- 2016 — премия «Ариэль» за лучший латиноамериканский фильм.
- 2016 — премия имени Альфреда П. Слоана на кинофестивале «Санденс»[14].
- 2016 — номинация на премию «Независимый дух» за лучший международный фильм[15].
- 2016 — специальное упоминание Стамбульского кинофестиваля.
- 2016 — приз Dioraphte Award на Роттердамском кинофестивале.
- 2017 — номинация на премию Ассоциации кинокритиков Аргентины за лучший иностранный фильм на испанском языке.